# Фармерсвил (Тексас)
Фармерсвил (енгл. Farmersville) град је у америчкој савезној држави Тексас. По попису становништва из 2010. у њему је живело 3.301 становника.

## Демографија
Према попису становништва из 2010. у граду је живело 3.301 становника, што је 183 (5,9%) становника више него 2000. године.
| Група             | 2000.         | 2010.         |
| Белци             | 2.272 (72,9%) | 2.142 (64,9%) |
| Афроамериканци    | 315 (10,1%)   | 279 (8,5%)    |
| Азијати           | 2 (0,1%)      | 21 (0,6%)     |
| Хиспаноамериканци | 503 (16,1%)   | 800 (24,2%)   |
| Укупно            | 3.118         | 3.301         |